# Upshot-Knothole Encore
Pour les articles homonymes, voir Encore.
Upshot-Knothole Encore est un essai nucléaire mené par les États-Unis pendant l'opération Upshot-Knothole. Il a eu lieu le 8 mai 1953 dans le Yucca Flat, au sein du site d'essais du Nevada.

## Localisation de l'essai
L'engin, dont le nom de code était « Encore », détonna à 8 h 30, heure locale, après un lâcher aérien d'une bombe Mk-6D à 5 800 m d'altitude par un Boeing B-50 Superfortress, au-dessus du Frenchman Flat du site d'essais du Nevada. La bombe explosa à 758,5 m d'altitude, à 4,5 m à l'ouest et 285,5 m au sud de sa cible. La puissance estimée de l'arme était de 30 à 36 kt, bien qu'elle ne produisit que 27 kt. Le « E » du nom de code « Encore » est une référence aux « effets » des essais nucléaires.

## Effets de l'essai
Comme Encore est un essai d'effets, de multiples objets furent soumis à l'explosion, dont 145 pins ponderosa que le Service des forêts des États-Unis transporta spécialement dans le désert du site d'essais du Nevada depuis un canyon proche. Les arbres furent ensuite placés dans des trous au Frenchman Flat, et cimentés au sol, à 2 000 m du point d'impact. La décharge initiale de radiation thermique enflamma beaucoup d'entre eux, et les vagues d'explosion suivantes les souffla au loin.
3 500 soldats furent transportés pour assister à l'explosion pour les exercices Desert Rock. Par ailleurs, 600 personnes de haut rang et membres du Congrès des États-Unis y assistèrent également, dans le but « d'endoctriner les troupes pour qu'elles sachent comment se protéger, elles et leur équipement, dans le cas d'une frappe atomique ennemie en situation de combat ».